# Hénouville
Hénouville is een gemeente in het Franse departement Seine-Maritime (regio Normandië) en telt 1211 inwoners (1999). De plaats maakt deel uit van het arrondissement Rouen.

## Geografie

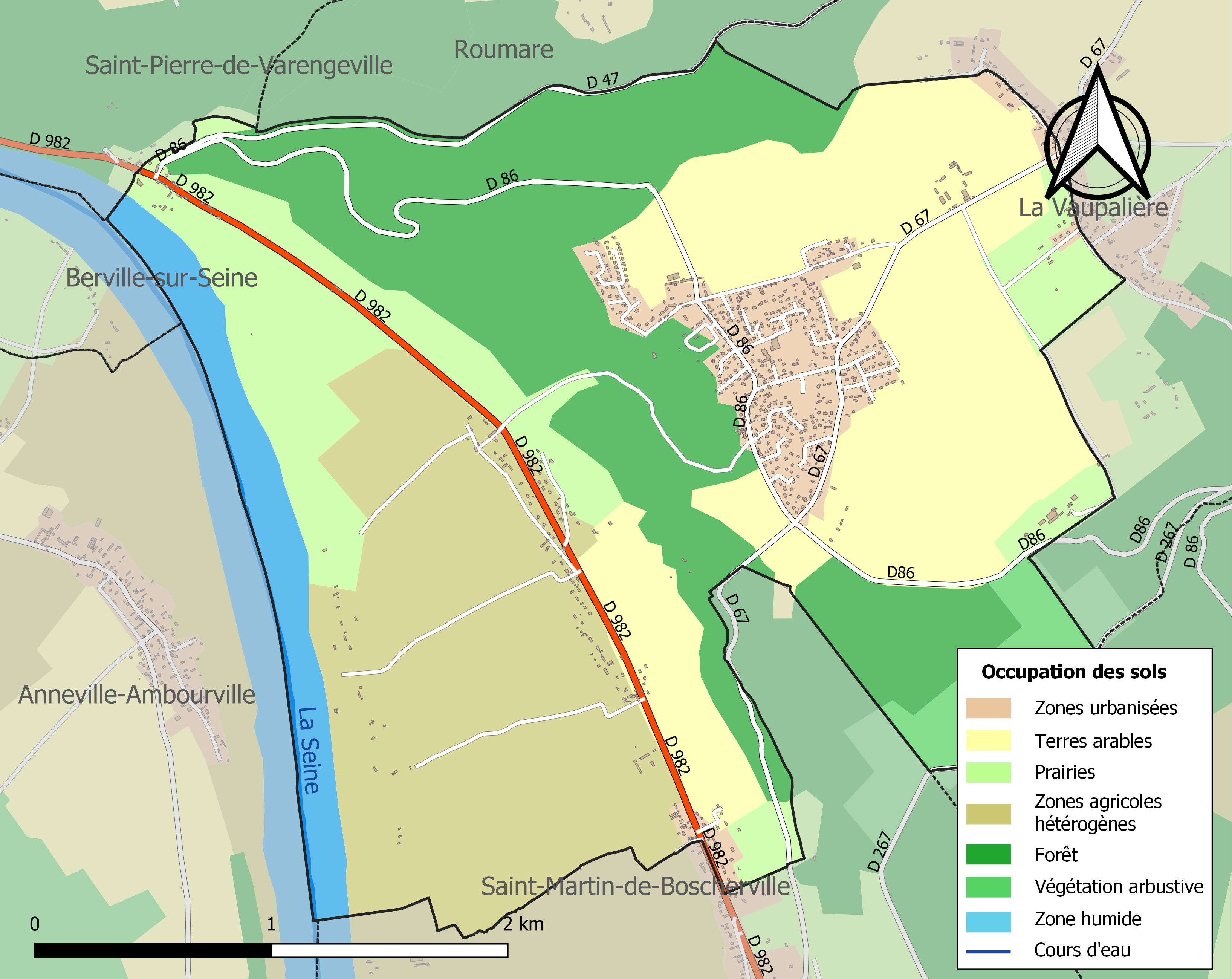
Kaart van de gemeente met de belangrijkste infrastructuur, bodemgebruik en omliggende gemeenten

De oppervlakte van Hénouville bedraagt 10,7 km², de bevolkingsdichtheid is 113,2 inwoners per km².

## Demografie
Onderstaande figuur toont het verloop van het inwonertal (bron: INSEE-tellingen).